# Roodrugweekschildpad
De roodrugweekschildpad (Cycloderma aubryi) is een schildpad uit de familie weekschildpadden (Trionychidae).

## Naam en indeling
De wetenschappelijke naam van de soort werd voor het eerst voorgesteld door André Marie Constant Duméril in 1856. Oorspronkelijk werd de wetenschappelijke naam Cryptopus aubryi gebruikt. De soortaanduiding aubryi is een eerbetoon aan de Franse onderzoeker Charles Eugène Aubry-Lecomte (1821–1879).

## Uiterlijke kenmerken
Het schild bereikt een maximale rugschildlengte tot 61 centimeter. De schildpad kan bijna 20 kilogram zwaar worden en is een relatief grote soort. Het schild is glad en draagt geen kiel bij de volwassen dieren. De schildkleur is chocoladebruin met een donkere lengtestreep op het midden. 
Ook de ledematen en kop zijn bruin, langs de kop zijn vijf donkere lengtestrepen aanwezig die doorlopen in de nek. De kop is relatief klein en duidelijk afgeplat en heeft een uit-stekende snuit, de kin en keel zijn geelachtig en bruin gevlekt. Ook de buikzijde en onderzijde van de nek zijn geel, de buik is soms gevlekt. Het buikschild is geel van kleur met onregelmatige donkere vlekken.
Jongere dieren zien er geheel anders uit; ze hebben een meer oranje kleur rugschild dat gevlekt is en een geel buikschild met een donkere, V-vormige vlek. De kop is rood tot oranje, de poten hebben een zwarte kleur. Mannetjes zijn van vrouwtjes te onderscheiden door een langere en dikkere staart. 

## Verspreiding en habitat
De roodrugweekschildpad komt voor delen van in Afrika en leeft in de landen Congo-Kinshasa, Gabon, Angola en mogelijk ook in de landen Centraal-Afrikaanse Republiek en Kameroen. De schildpad is een bewoner van grotere rivieren en andere wateren in vochtige, tropische gebieden. Er is een voorkeur voor modderige tot zanderige bodems. Ook in snel stromende wateren worden de dieren gevonden. De soort is aangetroffen van zeeniveau tot op een hoogte van ongeveer 500 meter boven zeeniveau. 

## Levenswijze

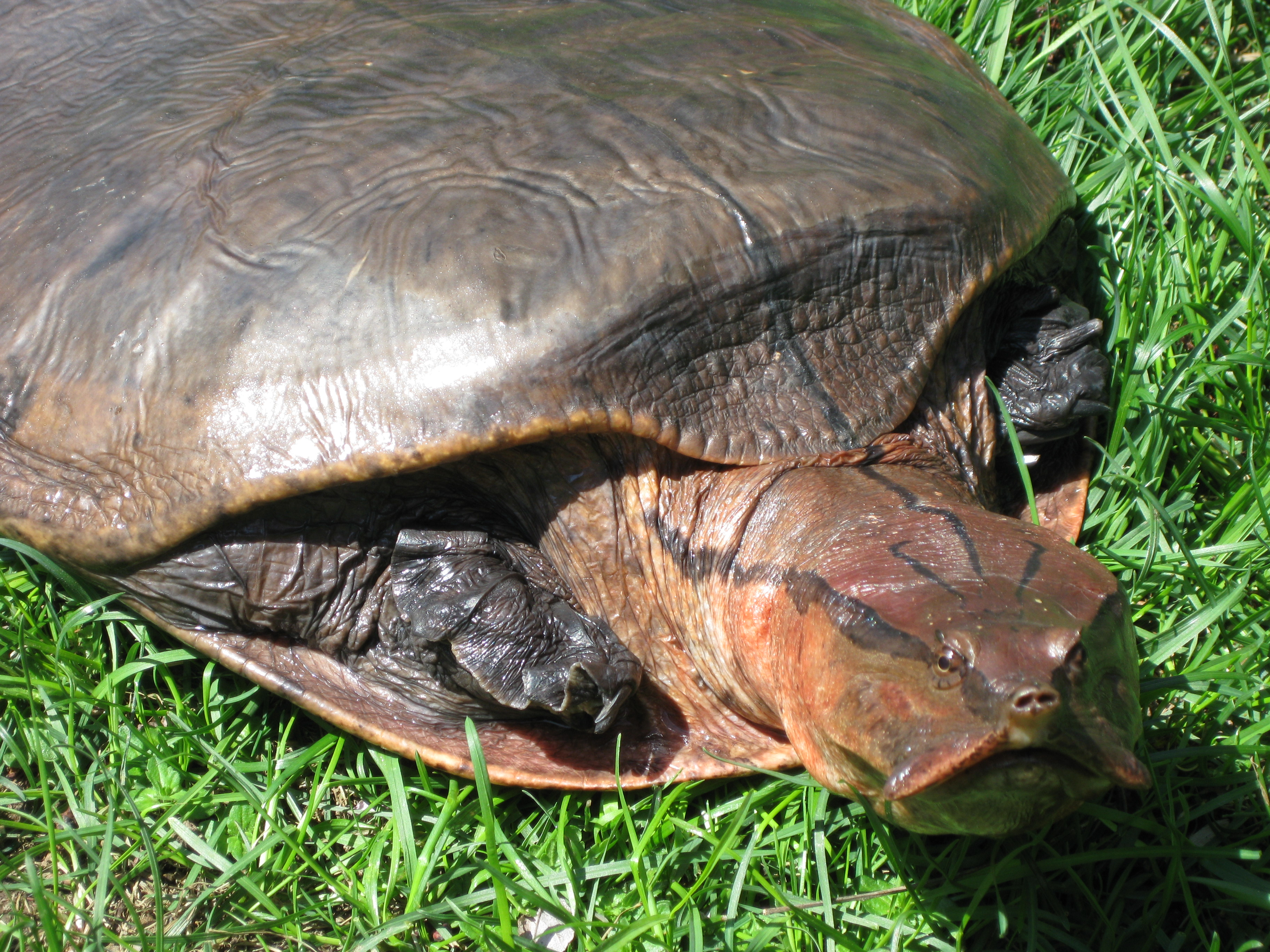
Detail van de kopzijde.

De roodrugweekschildpad is zowel overdag als 's nachts actief en wordt overdag soms zonnend aangetroffen. Op het menu staan zowel plantendelen als dieren zoals vissen en kreeftachtigen. Deze prooien worden 's nachts buitgemaakt. De schildpad kan soms lijden onder grote hoeveelheden bloedzuigers tot zelfs in de bek kunnen worden gevonden. 
De vrouwtjes zetten vijftien tot 35 eieren af in een ondiep nest bij het water, soms worden twee nesten gemaakt. De eieren hebben een witte kleur en een harde schaal. Ze zijn bijna rond en zijn ongeveer 33 millimeter breed en 39 mm lang. 

## Beschermingsstatus
Door de internationale natuurbeschermingsorganisatie IUCN is de beschermingsstatus 'kwetsbaar' toegewezen (Vulnerable of VU).